# 비카슈 도라소
비카슈 도라소(프랑스어: Vikash Dhorasoo, 1973년 10월 10일 ~ )는 프랑스의 전 축구 선수이며, 포지션은 미드필더이다. 인도 및 모리셔스계 출신이며, 인도 안드라프라데시 주의 비지아나가람 출신 이민자의 후손이다.
1993년 프랑스 리그 1의 르아브르 AC에서 데뷔했으며, 좋은 활약을 보이며 1998년 올랭피크 리옹로 이적하였다. 입단 이후 주전을 차지해 좋은 활약을 보이며 팀의 리그 2회 우승(2003-04 시즌, 2004-05 시즌) 및 2000-01 시즌 쿠프 드 라 리그 우승, 2003년 트로페 데 샹피옹 우승 등에 공헌했으며, 2001년 한 시즌 동안 FC 지롱댕 드 보르도로 임대를 떠나 팀의 2000-01 시즌 쿠프 드 라 리그 우승에 일조하기도 했다. 그 뒤 2004년 이탈리아 세리에 A의 AC 밀란에 입단했으나 주전 확보에 실패하였고, 2005년 파리 생제르맹 FC으로 팀을 옮겨 프랑스 무대로 복귀한 뒤 팀의 2005-06 시즌 쿠프 드 프랑스 우승에 기여하였다. 하지만 2006년 레키프와의 인터뷰에서 팀의 감독인 기 라콩브를 비난했다가 산하 아마추어팀으로 강등된 뒤 방출되었으며, 2007년 이탈리아의 AS 리보르노 칼초에 합류했으나 계약 문제로 인해 출전하지 못하게 되었다. 이후 프랑스 리그 2의 그르노블 푸트 38로 재이적을 추진하였으나, 결국 2008년 선수 은퇴를 선언하였다.
또한 1999년 프랑스 축구 국가대표팀에 정식으로 데뷔한 뒤, 2006년까지 총 18경기에 출전해 1골을 넣었다. 소속팀에서의 활약으로 2006년 FIFA 월드컵 및 1996년 하계 올림픽에 참가하기도 했지만 많은 경기에 출장하지 못하였으며, 2006년 FIFA 월드컵 이후 대회 기간 도중 촬영한 다큐멘터리 영상의 공개를 추진하다가 레몽 도메네크 감독 및 프랑스 축구 연맹의 반발을 사기도 했다.
은퇴 이후 2007년부터 포커 선수로 활동하며 유럽 포커 투어 등에 출전했으며, 몇 편의 영화에 출연하는 등 배우로 활약하기도 했다. 또한 2009년부터 2011년까지 앙탕트 SSG의 구단주를 맡았으며, 2012년에 새로 출범한 벵골 프리미어리그 사커에서 영입 의사를 나타내어 축구 선수로의 복귀 가능성이 제기되었으나 도라소 측에서 거절 의사를 표시하며 무산되었다.